# Imageconsulting
Image consulting is het adviseren van mensen over hoe men zich in de juiste kleur, kleding en stijl, in combinatie met gepaste omgangsvormen, kan presenteren. 
Dit kan van belang zijn bij sollicitaties, presentaties, optredens in de media en andere activiteiten omdat hierbij juist een eerste indruk en uitstraling bepalend blijken voor succes.
De stijl van de juiste kleding is afhankelijk van de lichaamsverhoudingen, ieder mens is anders en heeft andere vormen en verhoudingen. De kleur van kleding moet passen bij ogen, huid en haarkleur. 

## Ontwikkelingen en toepassingen
Het beroep van image-consultant verandert en beweegt mee op de ontwikkelingen in de maatschappij.
Zo wordt sinds de jaren 90 image consulting steeds meer ingezet in de politiek en het bedrijfsleven om mensen er stijlvoller, energieker en succesvol uit te laten zien.. Maar ook wordt image consulting ingezet als persoonlijke coaching om onzekerheid te verminderen of om zelfverzekerder over te komen.
Een bekende Nederlandse imag-consultant is Dyanne Beekman.
Het beroep van image-consultants wordt internationaal vertegenwoordigd in de AICI (Association of Consultants International)